# Leichtathletik-Weltmeisterschaften 1991/4 × 100 m der Frauen

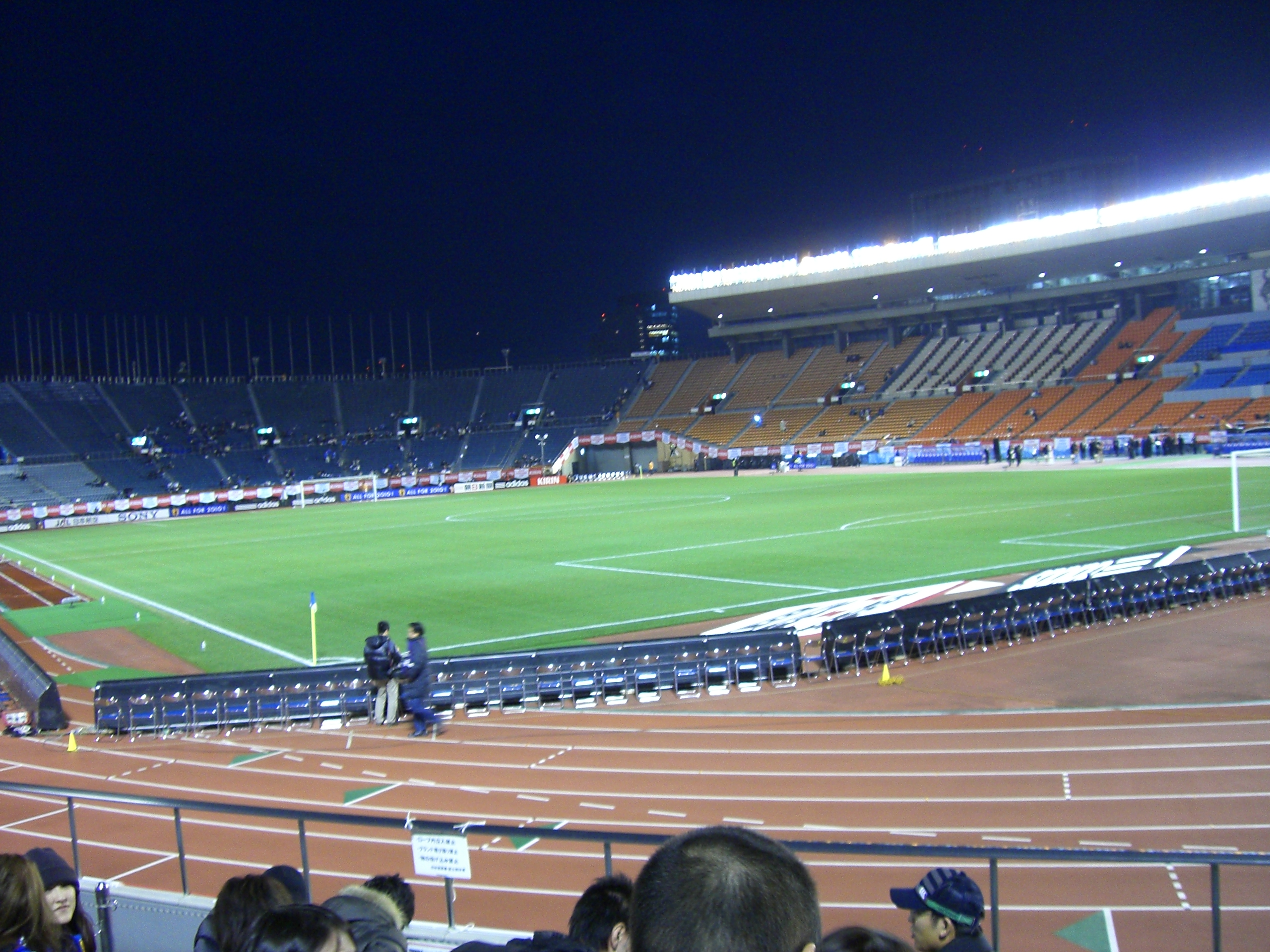
Das Olympiastadion in Tokio im Jahr 2008

Die 4-mal-100-Meter-Staffel der Frauen bei den Leichtathletik-Weltmeisterschaften 1991 am 31. August und 1. September 1991 im Olympiastadion der japanischen Hauptstadt Tokio ausgetragen.
Weltmeister wurde Jamaika in der Besetzung Dahlia Duhaney, Juliet Cuthbert, Beverly McDonald und Merlene Ottey (Finale) sowie der im Vorlauf außerdem eingesetzten Merlene Frazer.
Den zweiten Platz belegte die Sowjetunion mit Natalja Kowtun, Galina Maltschugina, Jelena Winogradowa und Irina Priwalowa.
Bronze ging an Deutschland (Grit Breuer, Katrin Krabbe, Sabine Richter, Heike Drechsler).
Auch die nur im Vorlauf eingesetzte Läuferin aus Jamaika erhielt eine Goldmedaille.

## Bestehende Rekorde
| Weltrekord | 41,37 s | DDR (Silke Gladisch, Sabine Rieger, Ingrid Auerswald, Marlies Göhr)       | Canberra, Australien    | 6. Oktober 1985   |
| WM-Rekord  | 41,58 s | USA (Alice Brown, Diane Williams, Florence Griffith-Joyner, Pam Marshall) | WM 1987 in Rom, Italien | 6. September 1987 |

Der bestehende WM-Rekord wurde bei diesen Weltmeisterschaften nicht eingestellt und nicht verbessert.

## Vorrunde
31. August 1991, 18:20 Uhr
Die Vorrunde wurde in zwei Läufen durchgeführt. Die ersten drei Staffeln pro Lauf – hellblau unterlegt – sowie die darüber hinaus zwei zeitschnellsten Teams – hellgrün unterlegt – qualifizierten sich für das Finale.

### Vorlauf 1
| Platz | Staffel        | Besetzung                                                                | Zeit (s) |
| ----- | -------------- | ------------------------------------------------------------------------ | -------- |
| 1     | Jamaika        | Dahlia Duhaney Juliet Cuthbert Beverly McDonald Merlene Frazer (Vorlauf) | 42,63    |
| 2     | Nigeria        | Beatrice Utondu Rufina Ubah Christy Opara-Thompson Mary Onyali           | 42,72    |
| 3     | Sowjetunion    | Natalja Kowtun Galina Maltschugina Jelena Winogradowa Irina Priwalowa    | 42,78    |
| 4     | Frankreich     | Laurence Bily Maguy Nestoret Valérie Jean-Charles Marie-José Pérec       | 43,05    |
| 5     | Australien     | Monique Dunstan Kathy Sambell Melissa Moore Kerry Johnson                | 43,34    |
| 6     | Großbritannien | Stephanie Douglas Beverly Kinch Simmone Jacobs Paula Thomas              | 43,43    |
| 7     | Bulgarien      | Petja Pendarewa Zwetanka Iliewa Nadeschda Georgiewa Demirewa Walowa      | 44,17    |

### Vorlauf 2
| Platz | Staffel     | Besetzung                                                             | Zeit (s) |
| ----- | ----------- | --------------------------------------------------------------------- | -------- |
| 1     | Deutschland | Grit Breuer Katrin Krabbe Sabine Richter Heike Drechsler              | 41,91    |
| 2     | Kuba        | Eusebia Riquelme Aliuska López Julia Duporty Liliana Allen            | 43,31    |
| 3     | Italien     | Marisa Masullo Donatella Dal Bianco Daniela Ferrian Rossella Tarolo   | 43,71    |
| 4     | Finnland    | Maeja Tennivaara Sisko Hanhijoki Sanna Hernesniemi Miinna Painilainen | 43,73    |
| 5     | Spanien     | Patricia Morales Cristina Castro Carmen García Sandra Myers           | 44,08    |
| 6     | Japan       | Noriko Masaki Kazue Kakinuma Toshie Kitada Ayako Nomura               | 44,85    |
| DNF   | USA         | Carlette Guidry Esther Jones Dannette Young Evelyn Ashford            |          |

## Finale
1. September 1991, 16:15 Uhr
| Platz | Staffel     | Besetzung                                                                                                  | Zeit (s) |
| ----- | ----------- | --- | -------- |
| 1     | Jamaika     | Dahlia Duhaney Juliet Cuthbert Beverly McDonald Merlene Ottey (Finale) im Vorlauf außerdem: Merlene Frazer | 41,94    |
| 2     | Sowjetunion | Natalja Kowtun Galina Maltschugina Jelena Winogradowa Irina Priwalowa                                      | 42,20    |
| 3     | Deutschland | Grit Breuer Katrin Krabbe Sabine Richter Heike Drechsler                                                   | 42,33    |
| 4     | Nigeria     | Beatrice Utondu Rufina Ubah Christy Opara-Thompson Mary Onyali                                             | 42,77    |
| 5     | Frankreich  | Laurence Bily Maguy Nestoret Valérie Jean-Charles Marie-José Pérec                                         | 43,34    |
| 6     | Kuba        | Eusebia Riquelme Aliuska López Julia Duporty Liliana Allen                                                 | 43,75    |
| 7     | Italien     | Marisa Masullo Donatella Dal Bianco Daniela Ferrian Rossella Tarolo                                        | 43,76    |
| 8     | Australien  | Monique Dunstan Kathy Sambell Melissa Moore Kerry Johnson                                                  | 43,79    |

## Video
- Womens 4x100 Relay,1991 World Championships,Tokyo auf youtube.com, abgerufen am 15. April 2020